# 왕통랑

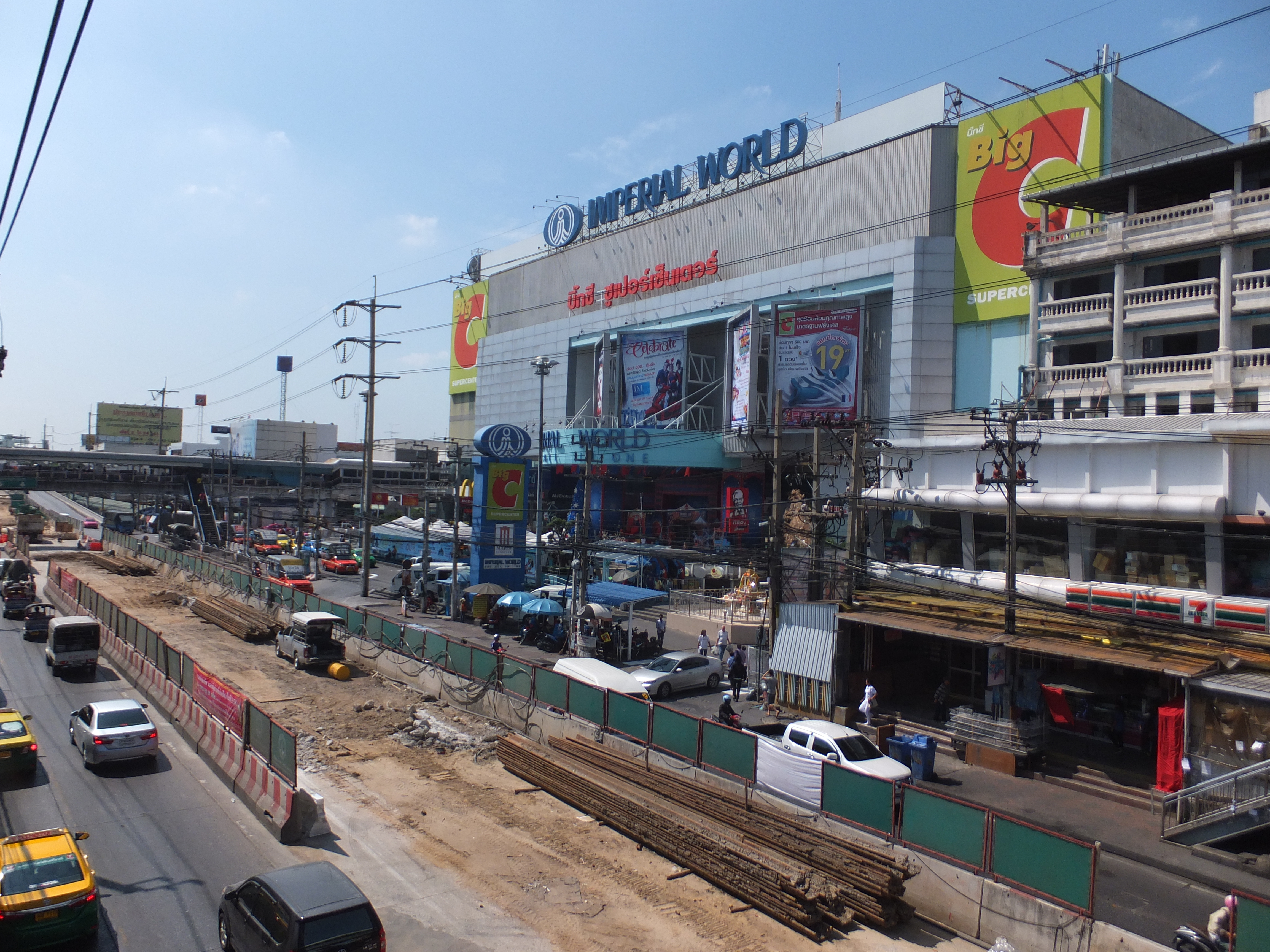

왕통랑은 방콕의 행정 구역이다. 이 지역의 총 인구 수는 2017년 기준으로 112,116명이다. 인구 밀도는 5,930.49km2이다.

## 행정 구역
| 1. | Wang Thonglang       | วังทองหลาง    |  |
| 2. | Saphan Song          | สะพานสอง     |  |
| 3. | Khlong Chaokhun Sing | คลองเจ้าคุณสิงห์ |  |
| 4. | Phlapphla            | พลับพลา       |  |